# نادي تيرانا لكرة السلة
نادي تيرانا لكرة السلة هو فريق كرة سلة ألباني للمحترفين تأسس في سنة 1946 يقع مقره في تيرانا.

## الإنجازات
- الدوري الألباني لكرة السلة (18):

1946، 1948، 1949، 1950، 1957، 1961، 1962، 1963، 1965، 1971، 1999، 2001، 2002، 2008، 2009، 2010، 2011، 2012
- كأس ألبانيا لكرة السلة (18):

1961، 1962، 1963، 1969، 1971، 1973، 1977، 1988، 2000، 2001، 2002، 2007، 2008، 2009، 2011، 2012، 2016,2017
- كأس السوبر الألبانية لكرة السلة (7):

2001، 2003، 2008، 2009، 2010، 2011، 2012

## معرض صور

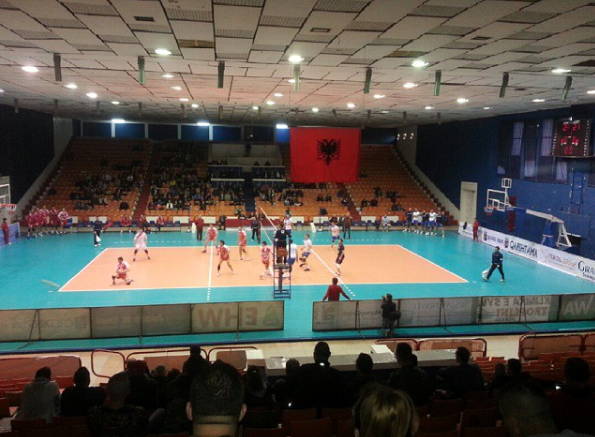
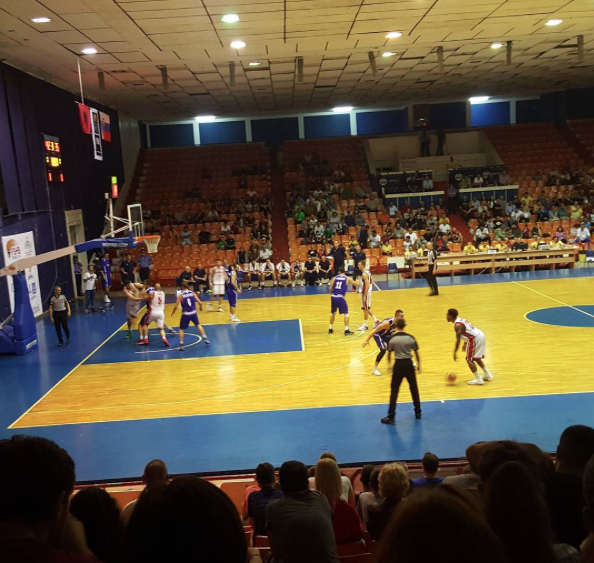
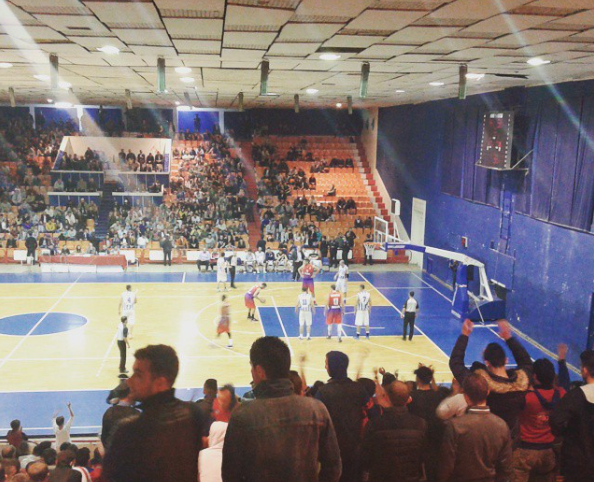